# Выступление Патриса Лумумбы на церемонии провозглашения независимости Конго

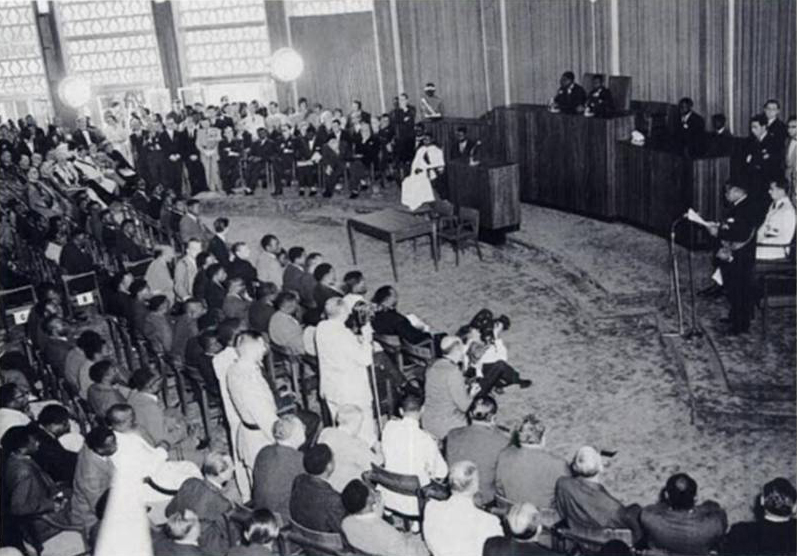
Церемония провозглашения независимости Конго, на которой Лумумба выступил с речью

Выступление Патриса Лумумбы на церемонии провозглашения независимости Конго — политическое выступление 30 июня 1960 года на церемонии по случаю празднования дня независимости Республики Конго (Леопольдвиль) (ныне — Демократическая Республика Конго), вышедшей из-под колониального управления Бельгии. В ходе церемонии Патрис Лумумба произнёс короткую политическую речь, получившую известность благодаря ярой критике колониализма.
Патрис Лумумба, первый премьер-министр Республики Конго (Леопольдвиль), выступил с речью во время официальной церемонии провозглашения независимости страны во Дворце Нации в Леопольдвиле (ныне — Киншаса). Эта церемония была призвана ознаменовать гармоничное завершение бельгийского правления и рождение свободного государства. На ней присутствовали как конголезские, так и бельгийские политики и высокопоставленные лица, включая короля Бодуэна. Речь Лумумбы не была запланирована и стала в значительной степени ответом на слова монарха, что конец колониального правления стал кульминацией бельгийской «цивилизаторской миссии», начатой ещё Леопольдом II в «Свободном государстве Конго». В этой речи, транслировавшейся в прямом эфире по всему миру, Лумумба осудил колониализм. Интерпретированная как оскорбление европейских колонизаторов и, в первую очередь, самого Бодуэна речь получила в целом положительный отклик в Конго, однако была широко осуждена на международном уровне как излишне конфронтационная; некоторые конголезские политики также осудили Лумумбу, говоря о его неблагодарности. Речь едва не спровоцировала разрыв дипломатических отношений между Бельгией и Конго; в последующих политических выступлениях Лумумба использовал более примирительный тон.

## Предыстория
Колониальное господство в Конго установилось в конце XIX века. Король Бельгии Леопольд II, разочарованный отсутствием у страны международного влияния и престижа, пытался убедить бельгийское правительство поддержать колониальную экспансию в мало изученном тогда бассейне реки Конго. Его апатичность в отношении этой идеи заставила монарха, в конечном счёте, создать колонию за свой счёт. При поддержке ряда западных стран, которые рассматривали Бельгию в качестве «полезного буфера» между конкурировавшими колониальными державами, Леопольд в 1885 году получил международное признание колонии, получившей название «Свободное государство Конго». Однако в начале века, несмотря на пропаганду, произвол должностных лиц в отношении коренных жителей привел к интенсивному дипломатическому давлению на Бельгию, в результате которого в 1908 году было образовано Бельгийское Конго под властью уже центрального правительства.
Бельгийцы правили Конго в соответствии со своими государственными интересами и в соответствии с интересами миссионерских организаций и частных компаний. Привилегированность коммерческих интересов бельгийцев способствовало привлечению в Конго крупных капиталов, что в свою очередь привело к специализации каждого конкретного региона на выработке определённого ресурса. Во многих случаях интересы государства и частного бизнеса были настолько тесно связаны, что правительство колонии помогало компаниям подавлять забастовки рабочих и «устранять другие препятствия» на пути к получению прибыли. Страна была разделена на «гнёзда» — иерархически организованные административные подразделения, и, в отличие от англичан и французов, которые в целом поддерживали систему косвенного управления (на государственных постах в основном оставались местные жители), бельгийцы полностью взяли управление колонией в свои руки, установив систему расовой сегрегации. Большое количество иммигрантов из Европы, которые переехали в Конго после окончания Второй мировой войны, происходили из разных социальных слоёв, но всегда ставились выше местных жителей.
Африканское националистическое движение развивалось в Бельгийском Конго с 1950-х годов, в первую очередь среди «Эволюэ» (фр. évolué, дословно — «Развитый»). Движение представляло несколько партий и групп, которые разделялись по этническому и географическому признаку и зачастую противопоставлялись друг другу. Но при этом крупнейшее националистическое движение — «Национальное движение Конго» (фр. Mouvement national Congolais, MNC) — было единой организацией, нацеленной на постепенное достижение независимости страны. Среди учредителей Союза были Патрис Лумумба, Сирил Адула и Жозеф Илео, которых другие политики обвиняли в излишней умеренности. Вскоре Лумумба стал ведущей фигурой в MNC, и к концу 1959 года в состав движения уже входило 58 тысяч членов. Основным его конкурентом был «Альянс Баконго» (фр. Alliance des Bakongo, ABAKO, «АБАКО») во главе с Жозефом Касавубу, который занимал более радикальную позицию, призывая к немедленной независимости и продвижению региональной идентичности. 30 июня 1960 года, после беспорядков в столице страны Леопольдвиле, устроенных в 1959 году, было принято решение о предоставлении независимости, а также составлена первая конституция, установившая республику смешанного типа. Касавубу был провозглашён президентом, Лумумба стал премьер-министром.

## Выступление

### Предпосылки и контекст
Выступление состоялось 30 июня 1960 года во Дворце Нации в столице новообразованного государства — Леопольдвиле.
Официальная программа празднования дня независимости началась с исполнения «Te Deum» в Соборе конголезской Богоматери. Служба началась в 9 часов утра, после чего делегаты вернулись во Дворец Нации, резиденцию генерал-губернатора Бельгийского Конго. Здесь до 11 часов группа конголезских музыкантов под руководством Ле Грана Калле и его коллектива Le Grand Kallé et l'African Jazz исполняла посвящённые независимости песни. Среди них была «Indépendance Cha Cha» (с фр. — «Независимость Ча-Ча»), одно из самых известных произведений группы. После этого начались выступления официальных лиц — главная составляющая праздника. На церемонии присутствовали представители высшей бельгийской власти (включая короля) и корреспонденты международных информационных агентств.
Король Бодуэн, который представлял на конференции бельгийские власти, начал первым и произнёс речь, в которой восхвалял гений своего предка, короля Леопольда II. Он описал конец колониального правления как «заслуженную кульминацию бельгийской „цивилизаторской миссии“», а также выразил надежду, что правительство независимого Конго будет продолжать поддерживать тесные взаимоотношения с бельгийскими властями. Тысячи конголезцев, которые слушали речь за пределами Дворца Нации через громкоговорители, были в ярости от такой постановки вопроса. После выступления короля Бельгии свою речь произнёс Касавубу. Он коротко похвалил короля за его присутствие, передал свои наилучшие пожелания и, как и монарх, выразил надежду на продолжение сотрудничества. «Бельгия вырастила чёрное дитя по имени Конго, воспитала его и теперь дарует ему независимость, Конго с благодарностью принимает этот дар», — сказал президент в конце речи. Оба выступления вызвали бурю аплодисментов от гостей церемонии. В соответствии с новым расписанием, которое организаторы учредили по просьбе Лумумбы, Жозеф Касонго, председатель конголезской палаты депутатов, который был председателем и на церемонии, пригласил Патриса выступить перед собравшимися. Это удивило присутствовавших, которые не ожидали, что премьер-министр примет в церемонии какое-либо участие.

### Сценарий
За сутки до начала церемонии Лумумба пригласил к себе домой Касонго и Томаса Рудольфа Канзу, члена своего правительства, чтобы оценить первоначальный вариант речи. Кроме них здесь присутствовали два других члена правительства и два бельгийца. Одним из последних мог быть известный бельгийский пацифист Жан-Ван Лерде. Лумумба тогда спросил Канзу: «Не могли бы вы вместе с остальными поработать здесь, чтобы привести текст в порядок и сделать его приемлемым и, возможно, немного менее „взрывоопасным“?».
Менее чем за час до начала церемонии независимости к Лумумбе подошёл Касонго и передал ему просьбу направиться в парламент. Он был обеспокоен тем, что премьер-министр намерен выступить, и сказал Канзе: «Я рассчитываю, что вы сделаете всё возможное, чтобы смягчить эту речь». Пока Лумумба переодевался, Канза и один из секретарей, Андре Манди, прочитали большую часть речи, заменив некоторые формулировки на менее жёсткие. Кроме этого они вычеркнули несколько полных абзацев, которые были, по их мнению, излишне резкими. Затем Лумумба отправился в свою резиденцию, а Канза и Манди последовали за ним, попутно внеся ещё несколько изменений в речь. В конечном счёте их оказалось настолько много, что политик опасался, сможет ли Лумумба чётко выступить. После прибытия Канза и Андре объяснили Патрису свои изменения. Как писал первый из них, последний был очень доволен результатом и заявил, что прочтёт ряд кусков дословно, а потом будет импровизировать так, как сочтёт нужным в связи с обстановкой в зале. После выступления короля и президента Патрис действительно внёс ряд незапланированных изменений в речь.

### Выступление. Содержание речи
Хотя эта независимость Конго и провозглашена сегодня по договоренности с Бельгией — дружеской страной, с которой мы обращаемся как равный с равным, ни один житель Конго никогда не забудет, что независимость завоевана нами в борьбе, в борьбе повседневной, упорной, трудной, в борьбе, где нас не останавливали ни лишения, ни страдания, ни огромные жертвы, ни кровь, пролитая нашими народами
Лумумба начал речь с обращения к конголезскому народу и восхваления независимость как кульминации борьбы националистического движения, а не как результат бельгийских уступок. Прежде чем перечислить страдания простых конголезцев в условиях колониализма из-за принудительного труда, систематической расовой дискриминации, захвата земель, неравенства в богатстве и жестокого обращения со стороны колониального государства, премьер-министр описал личные страдания националистов.
Лумумба заявил, что именно окончанием этих страданий и должна была стать независимость страны. Через свои демократические институты конголезское правительство должно было обеспечить социальную справедливость и справедливую заработную плату. Расовая дискриминация и политические репрессии должны быть отменены, благодаря чему Конго станет «гордостью всей Африки» и примером для панафриканского движения. Лумумба призвал другие государства, в частности Бельгию, поддержать Конго в установлении взаимовыгодных отношений «между двумя равноправными, независимыми странами», а конголезцев — к необходимости для достижения цели всеобщего процветания отказаться от междоусобного племенного раздора.
В заключение Лумумба призвал всех конголезцев принести жертвы ради будущего Конго и уважать законные права не только коренных жителей страны, но и европейских поселенцев, и предупредил последних, что, если они нарушат конголезские законы, то будут изгнаны. Речь закончилась замечанием о том, что «завоевание независимости Конго является решающей вехой на пути освобождения всего Африканского континента» и возгласами «Вечная слава борцам за национальную свободу! Да здравствует независимость и африканское единство! Да здравствует независимое и суверенное Конго!».

### Анализ
Некоторые из присутствующих на церемонии утверждали, что речи Лумумбы, Касавубу и короля Бодуэна во время церемонии так разнятся из-та того, что каждая из них являлась «микрокосмом взаимоотношений между европейцами и коренными народами». Конголезский политолог Жорж Нзонгола-Нталажа назвал эту речь «классикой африканского национализма» и похвалил Лумумбу за достойный ответ на «покровительственную» речь Бодуэна. Он же назвал её примером того, как можно говорить властям правду о том, каким «чёртом» является колониализм, история которого была так сильно приукрашена во время церемонии независимости.
Бельгийский политолог и профессор-эмерит Лувенского католического университета Жан-Клод Вильяме утверждал, что данная речь, возможно, стала результатом разочарования Лумумбы в процессе предоставления независимости, который с поддержки бельгийцев вполне мог стать чисто номинальной сменой правительства без каких-либо последствий для народа. Лумумба в речи как бы обвинял коллег и их примирение со сложившейся ситуацией. Гендерный историк Карен Бауэр писала о том, что речь стала результатом «растущего чувства эмаскуляции из-за психической боли» у Лумумбы. Норберт Мбуту-Мпуту указал на то, что на Лумумбу мог повлиять ряд бельгийских делегатов и представителей президента Гвинеи Ахмеда Секу Туре, которые были идеологически очень близки к марксизму и надеялись, что резкое осуждение колониализма поможет им в распространении этих идей.
Историк Давид Грегори ван Рейбрук, похвалив речь как запоминающуюся, тем не менее утверждал, что она нанесла серьёзный ущерб политическому имиджу Лумумбы. Поскольку он и его партия представляли лишь треть жителей страны, ван Рейбрук обвинил Лумумбу в том, что последний не имел права говорить от имени всего народа, и в том, что его речь носила популистский характер и не соответствовала действительности. Он писал о том, что сомневается в уместности выступления с учётом контекста: «В обращении Лумумбы было больше оглядки назад, нежели взгляда вперёд; больше злобы, нежели надежды и великодушия и, как следствие, — больше бунта, нежели государственной мудрости». Кроме этого ван Рейбрук сравнил речь с «республиканским криком» коммуниста Жюльена Лао на церемонии коронации 1950 года, который, как и Лумумба впоследствии, был убит.

## Реакция
…в тот момент, когда качество конголезского руководства рассматривают под микроскопом… речь Лумумбы многим испортила настроение. Конго нуждается во всех бескорыстных друзьях, которых оно может привлечь, и в равной степени в тех, которые у него уже есть
Как писала советский историк Людмила Васильевна Пономаренко, эта «решительная и бескомпромиссная речь» произвела неизгладимое впечатление на всех присутствовавших, при этом являясь итогом проходившей эволюции взглядов премьер-министра, которые формировались в «ожесточенной борьбе с колониализмом». Президент Касавубу предложил ему взять свои слова обратно, но Патрис заявил, что «его выступление одобрено кабинетом министров, а сам он остаётся верен тому, что было им произнесено». Король Бодуэн по окончании речи резко поднялся со своего места и удалился. Полковник бельгийской армии и один из охранников бельгийского монарха подошёл к Лумумбе и потребовал извинений, на что получил тот же ответ, что и Касавубу, — о том, что его речь одобрена кабинетом министров и что он полностью поддерживает сказанное. Под всеобщие возгласы «Патрис! Патрис!» король вышел на улицу и убрался из дворца. Снаружи продолжались ликования: население новой республики было благодарно Лумумбе за «бескомпромиссный ответ жестоким колонизаторам».
Выступление безусловно одобрило большинством конголезских делегатов. Оно транслировалось по радио по всей стране. В Бельгии его транслировала общественная телевещательная корпорация RTBF. После завершения церемонии, уходящего короля догнал министр иностранных дел Конго Жан-Жюстен Мари Бомбоко и убедил вернуться, уверяя, что дальше Лумумба выступит ещё раз с объяснениями. Вальтер ван дер Мерш, бывший бельгийский губернатор Конго, тем временем убедил Лумумбу произнести вторую речь. По возвращении короля, премьер-министр заявил, что «не хотел того, чтобы его слова были неправильно истолкованы» и похвалил Бодуэна за его выступление. После этого Лумумба и премьер-министр Бельгии Гастон Эйскенс, а также министры иностранных дел двух стран подписали документ об окончании колониального владычества. Официальное празднование закончилось. Его участники посетили выступление конголезских исполнителей на стадионе в Леопольдвиле и отправились на вечерний ужин в резиденцию короля. Там Лумумба произнёс ещё одну речь, на сей раз написанную для него Эйскенсом, и тост за здоровье и благополучие властителя Бельгии. Бодуэн и большая часть делегации покинули страну и вернулись в Брюссель 1 июня. Король не посещал Конго при Патрисе и в очередной раз вернулся в страну только в 1970 году уже при Мобуту.

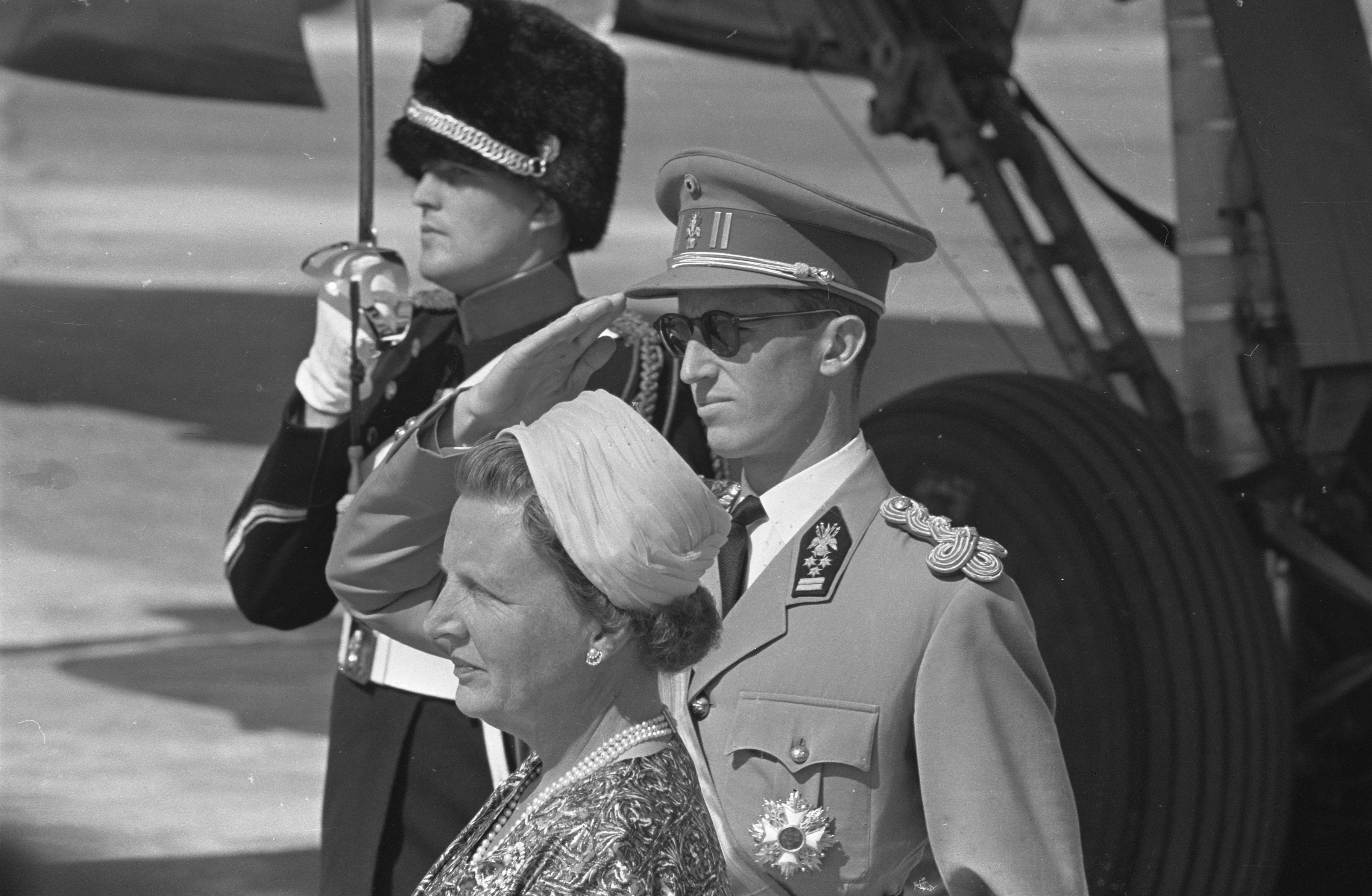
Король Бодуэн, 1959 год

Реакция международного сообщества по большей своей части оказалась крайне критична по отношению к Лумумбе. В большинстве публикаций в наиболее жёстких моментах вместо прямого цитирования речи её перефразировали. «Атаку Лумумбы на колониализм» в Бельгии восприняли как нападение на само королевство. Это чуть не привело к разрыву дипломатических отношений между двумя странами. Пресса на подобную речь отреагировала сдвигом в освещении происходящего в Конго, став подавать информацию в более негативном ключе. Большинство международных наблюдателей посчитали выступление неразумным, неблагодарным и бестактным. По словам редакции «Международного французского радио», конфронтационная позиция Лумумбы, видимо, утвердила в США и Бельгии отношение к нему как к «бестактному радикалу». В интервью Эйскенс заявил, что данная речь в целом вызвала у него «большое разочарование», однако дальнейшие примирительные слова Лумумбы он назвал хорошими и достойными. Патрис, в свою очередь, оказался крайне раздражён реакцией бельгийцев и посчитал её доказательством желания последних подорвать устрой нового государства. В период с сентября 1960 по январь 1961 года, отчасти по допущению и из-за бездействия обеих стран, Лумумба был отстранён от власти, арестован и убит.
Копии речи Лумумбы разошлись по Конго. Изначально внутри страны её встретили неоднозначно. В некоторых кругах Патрис получил широкую поддержку. Однако другая часть жителей страны полагала, что выступление лишь подчеркнуло факт того, что Лумумба оказался менее взвешенным и более эмоциональным по сравнению с более рассудительным Касавубу. Члены партии Патриса, включая Рудольфа Канзу, похвалили речь, однако отметили, что она была произнесена не совсем к месту. Её содержание особо возмутило европейских жителей Конго, в первую очередь Катанги. Член парламента из местных жителей Альбер Калонжи, выступая от их имени в парламенте, попросил Лумумбу объяснить причину столь провокационного поведения. Он же послал телеграмму в Брюссель с извинениями и заявлением, что слова премьер-министра не отражают общего мнения жителей страны. Речь Лумумбы крайне положительно восприняли представители панафриканского движения и движения «Власть чёрным», её похвалил Малкольм Икс. Имя и речь Лумумбы могли послужить катализатором начавшегося насилия, вследствие чего Катанга и ряд других провинций объявили о своей независимости. В стране разразился острый политический кризис, получивший название «Конголезского».

## Наследие
Хотя процесс произнесения речи снимался на видеокамеру, запись сохранилась лишь в виде фрагментов, местами и вовсе остался один лишь звук. Речь позже напечатали и опубликовали несколько газет и журналов, кое-где в изменённом виде с целью пропаганды, чтобы показать Лумумбу в лучшем свете после его убийства в 1961 году. В Конго XXI века она является важной частью «коллективной памяти народа», а отрывки из неё иногда используют «лумумбисты» из числа конголезских политиков.
Чибумба Канда-Матулу, заирский художник, в 1970 году изобразил эту речь в своём традиционном мультяшном стиле с элементами романтизации. Картина, озаглавленная «30 июня 1960 года, Независимость Заира» (фр. Le 30 juni 1960, Zaïre indépendant), находится в коллекции Музея изобразительных искусств в Ричмонде, Вирджиния. Речь присутствует в документальном фильме «Лумумба» режиссёра Рауля Пека, в котором роль Лумумбы исполнил Эрик Эбуане. Во время произнесения речи играет специально созданная для фильма музыкальная композиция Le Discours (с фр. — «Речь») французского композитора Жан-Клода Пети.

### Комментарии
1. ↑  Эта речь не имеет официального названия. Лумумба произнёс её на французском языке, и в оригинальной версии, изданной в Бельгии, она имеет название «Речь о независимости» (фр. Discours de l'Indépendance)[1]. В ранних англоязычных переводах (в частности, в изданном в Москве), она называлась «Речь на церемонии провозглашения независимости Конго» (англ. Speech at the Ceremony of the Proclamation of the Congo’s Independence)[2], в последующих изданиях называется обычно «Речь о независимости» (фр. La gestion de l’indépedance, англ. Independence speech)[3]. В русскоязычном издании имя собственное у речи отсутствует[4].
2. ↑  Франкоязычный ярлык, использовавшийся в колониальную эпоху для обозначения коренного жителя Африки или Азии, «эволюционировавшего» путём европеизации[англ.] и принявшего европейские ценности. Они говорили по-французски, следовали европейским законам и работали преимущественно на должностях «белых воротничков»[9].
3. ↑  Канза описал присутствовавших европейцев как своего знакомого адвоката и «молодого бельгийца с бородой… [который] вёл борьбу с колониализмом в Стэнливиле, благодаря чему снискал уважение, доверие и хорошее мнение о себе со стороны Лумумбы и других важных членов партии»[28].
4. ↑  «Чернота / темнота тела коренного жителя колонизированной территории, которая показывает его отличие от белых колонизаторов, всегда обрамлена гендерным контекстом, где в метафорах эмаскуляции и кастрации символически артикулируется психическая боль мужчин, причинённая им другими мужчинами. Исцеление, как представляет его Фанон, происходит только после разрешения конфликта между людьми»[39].

## Первоисточники
- Лумумба Патрис. Выступление Патриса Лумумбы на церемонии провозглашения независимости Конго = Discours de l’Indépendance : [пер. с фр.] // История Африки в документах, 1870—2000 : в 3 т. / Под общей редакцией А. Б. Давидсона. — М. : Наука, 2007. — Т. II: 1919—1960 / Редактор С. В. Мазов. — С. 341—344. — 719 с. — 800 экз. — ISBN 5-02-010290-3. — русскоязычное издание;
- Lumumba Patrice. Discours de l’indépendance. Discours de Patrice Lumumba, premier ministre et ministre de la Défense nationale de la République du Congo, prononcé lors de la cérémonie de l'Indépendance à Léopoldville le 30 juin 1960. Lumumba sera renversé puis tué en janvier 1961 (фр.). Perspective Monde. Quebeck: Université de Sherbrooke (30 июня 1960). Дата обращения: 4 августа 2021. Архивировано 3 августа 2021 года. — оригинальная франкоязычная версия речи;
- Lumumba Patrice. Speech at the Ceremony of the Proclamation of the Congo’s Independence = Discours de l’Indépendance : [пер. с фр.] // Patrice Lumumba; the Truth about a Monstrous Crime of the Colonialists :  [англ.] / transcribed by Thomas Schmidt. — M. : Foreign Languages Publishing House, 1961. — June. — P. 44—47. — 230 p. — OCLC 198549. — англоязычная версия речи via Марксистский интернет-архив.